# Haarlemmerstraat 132-136 (Amsterdam)
Haarlemmerstraat 132-136 te Amsterdam is een schoolgebouw aan de Haarlemmerstraat in Amsterdam-Centrum.

## Geschiedenis
De Haarlemmerstraat is al eeuwenoud. De oorspronkelijke bebouwing is daarom ook al tijdens grotendeels verdwenen. Aan de straat werd gebouwd, gesloopt, gebouwd etc. Het gebouw Haarlemmerstraat 132-136 kan daarom gezien worden als relatief nieuw; het stamt uit 1894. Ook het tegeltableau bevestigt dat dit een relatief jong gebouw is (Anno 1893). Het gebouw werd namelijk neergezet om onderdak te bieden aan een meisjesschool, St Antonia Meisjesschool/Antonia-Gesticht. Voordat de school werd gebouwd stonden hier woon/winkelhuizen, waaronder een winkel in zeep en parfumerieën en een school Antonia-Gesticht, dat in 1897 haar 25-jarig jubileum vierde en verbonden was aan de parochie van de Posthoornkerk.

## Gebouw
De school is een vroeg, zo niet het eerste ontwerp van de zelfstandige architect François Marie Joseph Caron, die verderop op de Haarlemmerdijk later een paar gebouwen ontwierp met art nouveauelementen. Die kenmerken ontbreken hier grotendeels; ze zijn wel terug te vinden in het houtsnijwerk in de toegangsdeuren, het tegeltableau met naam en het huisnummerbordje. Wat ook naar die stijl neigt is de asymmetrische voorgevel. Caron ontwierp voor hier een gebouw met allerlei stijlkenmerken, eclecticisme genoemd. Het gebouw kent drie bouwlagen met daarboven een kap. De school werd rond 1 februari 1894 ingewijd en geopend en bood onderdak aan een kleuterschool (twee lokalen) en lagere school (zes lokalen). Er werd lesgegeven, ook in Duits, Frans en Engels, door zusters Franciscanessen uit het moederhuis te Rozendaal; zij hadden een klooster in de Haarlemmer Houttuinen. Voor meisjes die verder wilden leren, was er aan de school ook een "normaalschool voor onderwijzers" (Juffrouwenschool) gekoppeld. Volgens De Tijd was het destijds modern ingericht. Carons ontwerp werd in 1893 gepubliceerd in Hedendaagsche Kunst van Architectura et Amicitia. Alhoewel Caron een vrij groot gebouw ontwierp valt het ook in de 21e eeuw nog in het niet ten opzichte van de Posthoornkerk van Pierre Cuypers; de kerk steekt ook dan boven de gehele buurt uit.
Sinds de oplevering zijn er veelal scholen in het gebouw gevestigd geweest, onderbroken door instellingen als buurt- of wijkcentra.
De Posthoornkerk is rijksmonument, de school gemeentelijk monument.

## Vinse School
Sinds 2015 is in het gebouw een/de Vinse School gevestigd. Deze school geeft onderwijs naar Fins model (volwaardige persoonlijke ontplooiing van elk individu, aldus de school) en de leermethode van Kees Boeke. De afwijkende naamstelling is vermoedelijk gekozen ter onderscheid van Finse school (houten schoolgebouwen).   

## Afbeeldingen

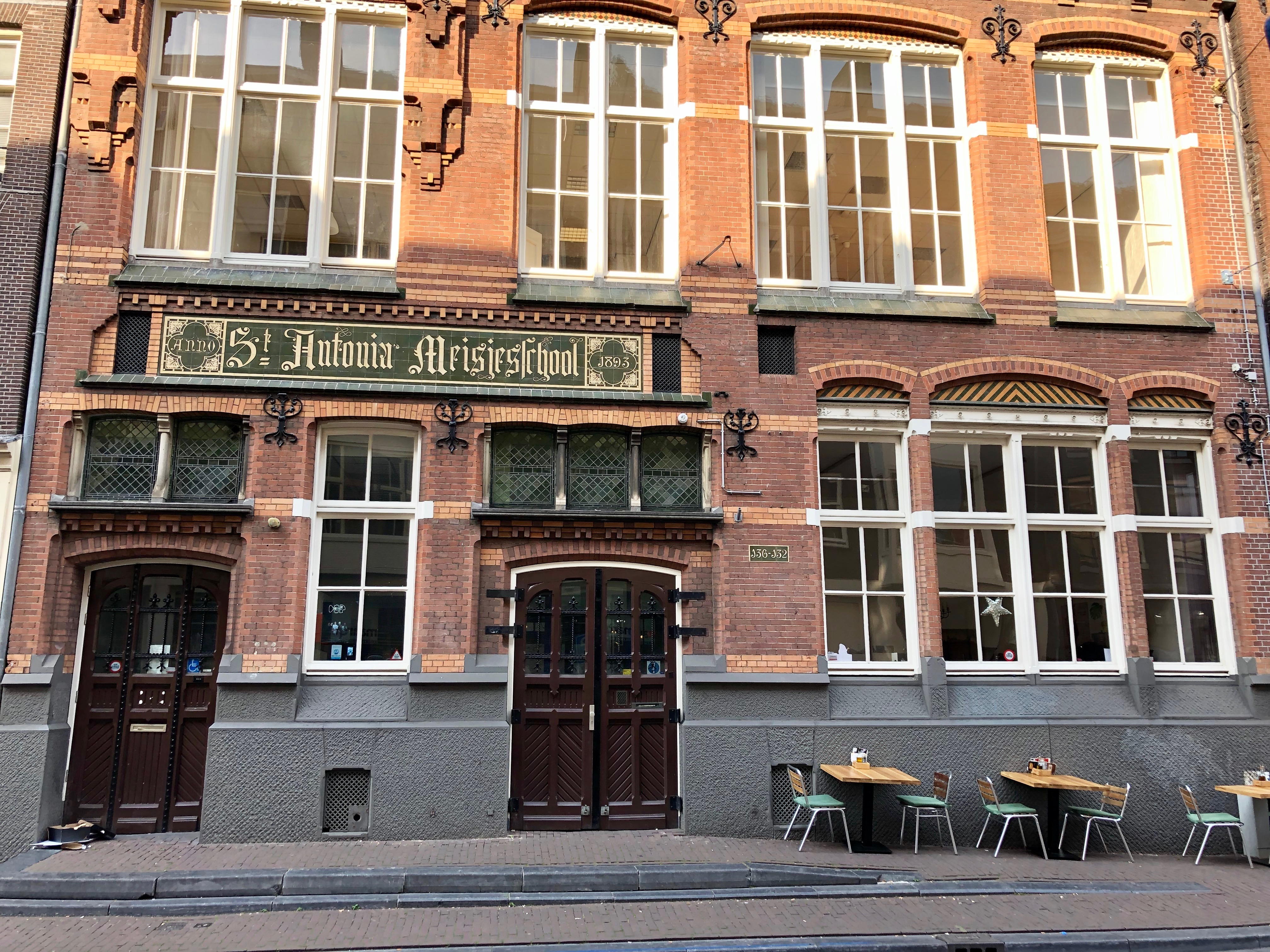
Ingang en tableau (juli 2019)
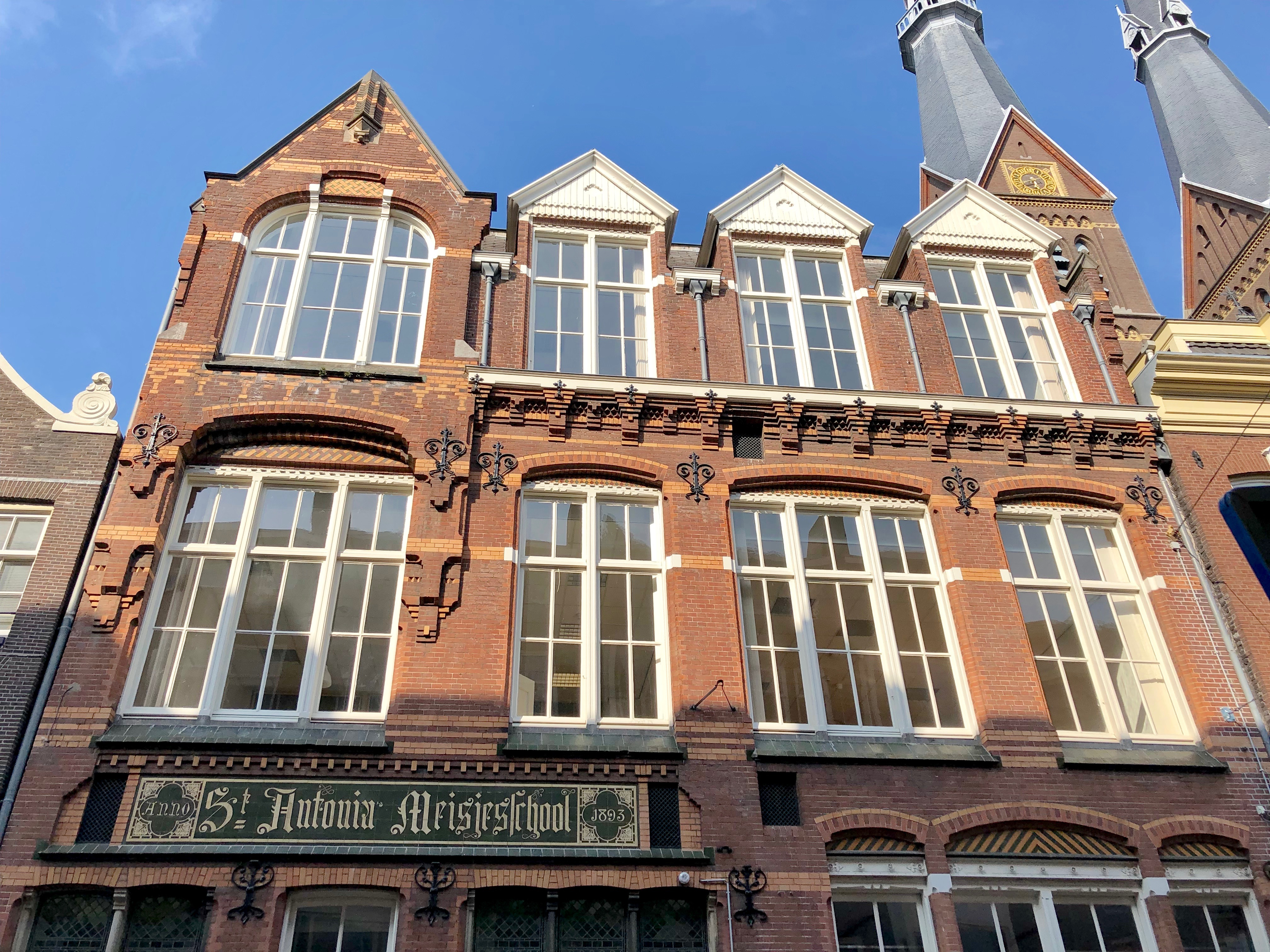
Bovenbouw (juli 2019)